# Medieret
Medieret er en juridisk disciplin, der beskæftiger sig med massemediernes frihed og ansvar. Denne disciplin udforsker de komplekse aspekter af kommunikation, ytringsfrihed og regulering af medierne.
Medieret består af flere emner, hvortil disse hører.

## Ytringsfrihed og dens grænser
Medieretten beskæftiger sig med spørgsmål om, hvor langt ytringsfriheden strækker sig. Hvornår kan medierne udtrykke sig frit, og hvornår er der begrænsninger? Dette omfatter også spørgsmål om ærekrænkelse, privatlivets fred og hate speech.
Kildebeskyttelse er et vigtigt aspekt. Journalister og medier har ofte brug for at beskytte deres kilder for at opnå troværdige historier.

## Medieansvar
Massemedierne har et særligt ansvar, da deres budskaber når ud til et bredt publikum. De skal balancere mellem at informere og undgå skade. Mediers ansvar femgår bl.a. af medieansvarsloven. Desuden udgør retsgrundsætninger en stor del af de medieretlige retsregler.

## God presseskik
God presseskik er en standard, som medierne forventes at følge. Det indebærer nøjagtighed, kildekritik og respekt for privatlivet.

## Regulering af mediernes arbejdsmetoder
Aktindsigt og offentlighedens ret til information er centrale emner. Hvordan kan borgere og journalister få adgang til oplysninger?
Pressenævnet er en instans, der behandler klager over mediers adfærd.

## Massemedier og deres forskellige former
Trykte medier omfatter bl.a. aviser og ugeblade.
Auditive medier, som fx radio og podcasts.
Billedbaserede medier er film, tv og video m.fl.
Medieretten er afgørende for at opretholde en afbalanceret informationsstrøm og beskytte individets rettigheder.